# John M. Frame
John M. Frame (* 8. dubna 1939, Pittsburgh) je americký filozof a protestantský teolog; je též ordinovaným presbyteriánských duchovním.
Vyučoval na Westminster Theological Seminary a na Reformed Theological Seminary v Orlandu.
Ve svém díle se zaměřuje na otázky z epistemologie, předpokladové apologetiky (presuppositional apologetics), systematické teologie a etiky. Myšlenkově navazuje na dílo Cornelia Van Tila.
Ve slovenštině vyšel jeho spis Spása je u Hospodina (Úvod do systematickej teológie) (2017); v češtině Apologetika (obhajoba křesťanské víry) (2019).